# حصن سليمان

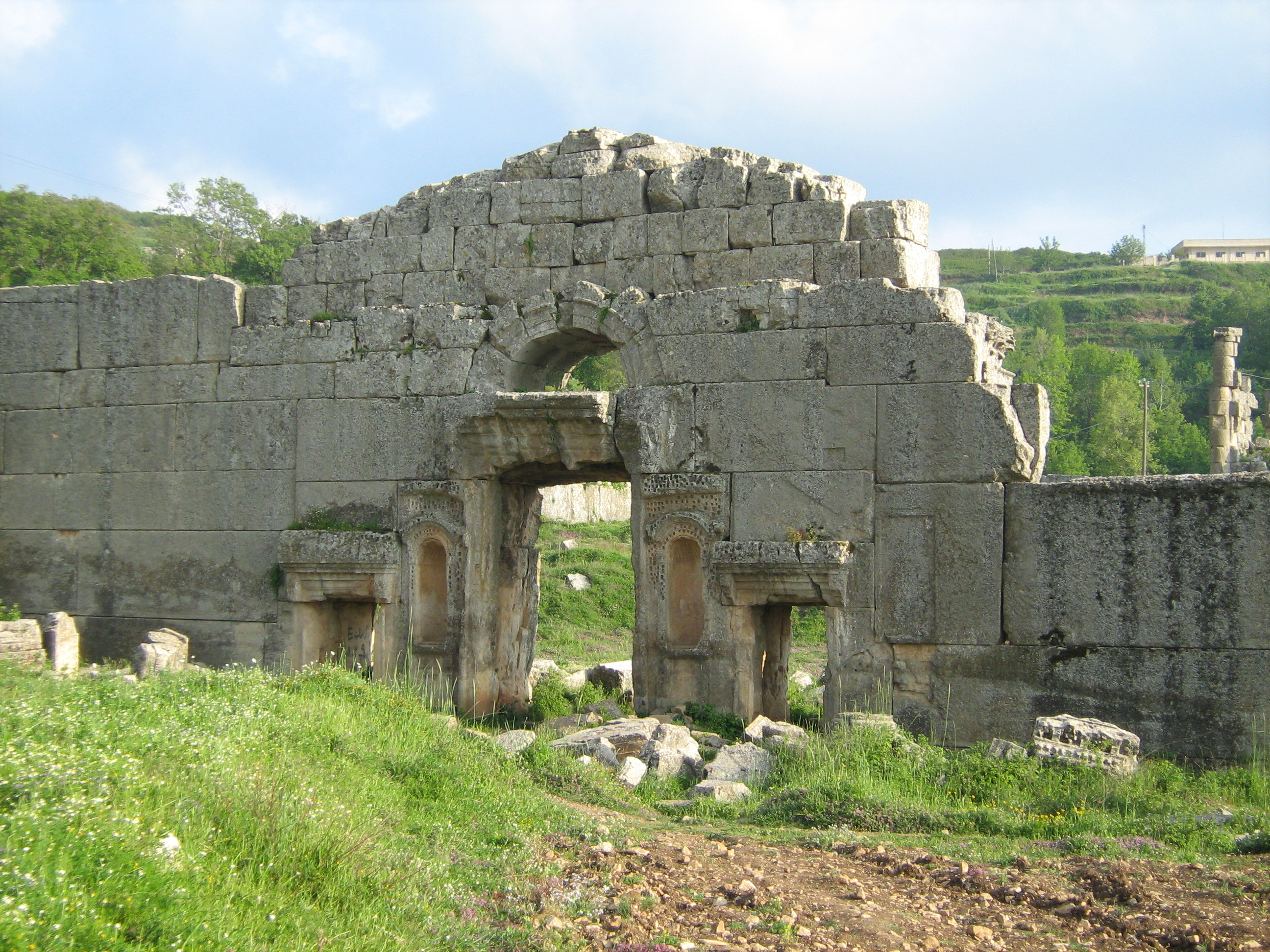
حصن سليمان

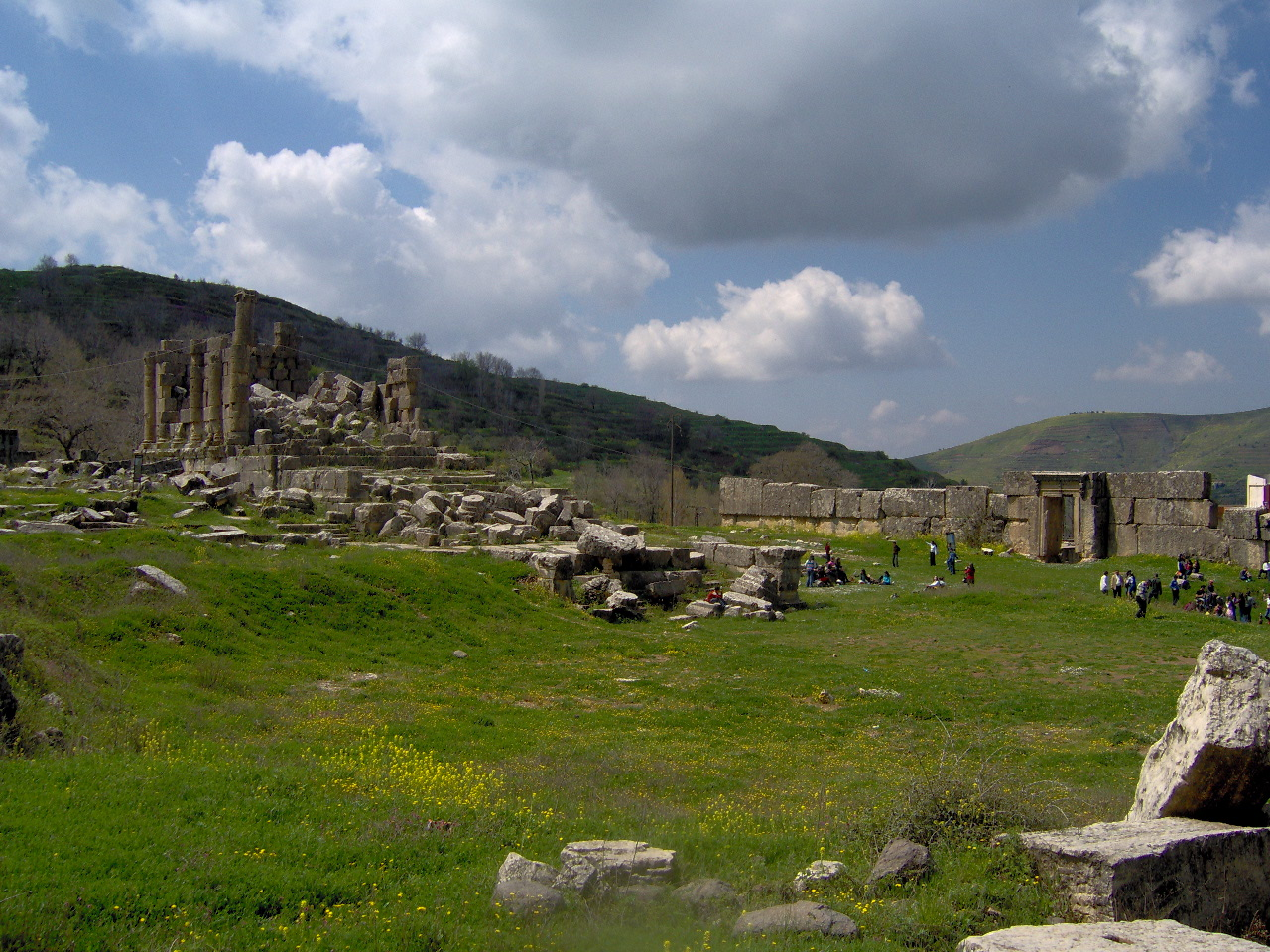
حصن سليمان

حصن سليمان هو موقع أثري في سوريا على بعد 14 كم من مدينة ومصيف دريكيش وهو الاسم العربي للحصن والمعبد واسمه القديم هو باثيوسي، حيث أقام سكان جزيرة أرواد / أرادوس الذين كانوا يسيطرون على جزء كبير من الساحل السوري، أقاموا معبدا لعشتروت وبعل، والحصن عبارة عن سور بحجارة ضخمة ويتوسط المكان هيكل للمعبد الأثري.

## بداية الحصن
يتوضع حصن سليمان في منخفض من الأرض تحيط به المرتفعات الجبلية. أنشأه الآراميون عندما استوطنوا هذه المناطق الجبلية الحصينة هربًا من هجمات الآشوريين، وتم تكريسه في البداية لعبادة الإله بيتو خيخي. ثم جدده السلوقيون والرومان قبل أن تبنى فيه كنيسة في العهد البيزنطي. أما اسمه الحالي فيعود للسكان المحليين الذين أثارت حجارته الضخمة إحساسهم بالإعجاز واعتقادهم أن جن النبي سليمان هم من بنوا هذا المعبد وقاموا بنقل الأحجار الضخمة التي تزن أكثر من 70 طنًا.

## الموقع الجغرافي
يقع حصن سليمان في محافظة طرطوس، ويبعد عن طرطوس 50 كم شرقًا وعن صافيتا 20 كم باتجاه شمال شرق وعن دريكيش 15 كم، وعن مصياف 14 كم.. ويرتفع عن سطح البحر 790م. حيث يتوضع في منخفض من الأرض تحيط به المرتفعات الجبلية من كل الجوانب على السفوح الشمالية الغربية من قمة النبي صالح وعلى مسافة 14كم إلى الشمال من بلدة مشتى الحلو.

## لمحة تاريخية

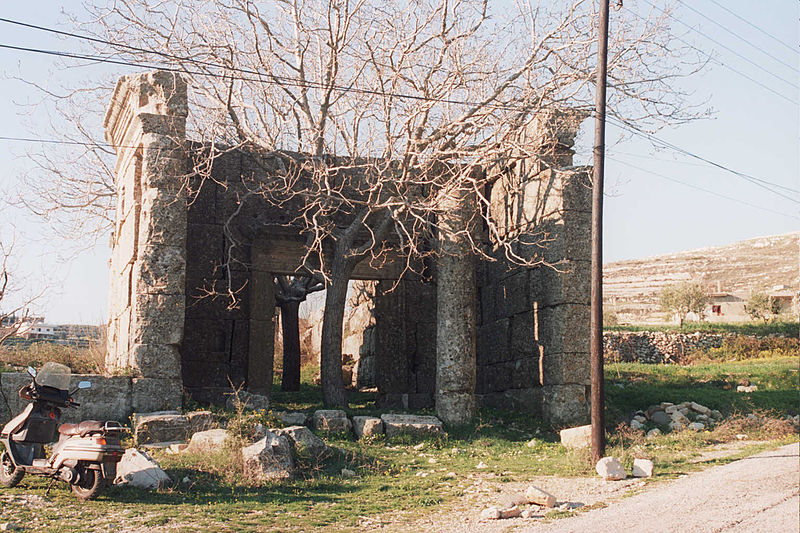
بيت أخيخي

كان يسمى في العصور القديمة بيت أخيخي وفق نصوص الكتابات اليونانية المكتشفة في الحرم الكبير للمعبد حيث كان مكرَّسًا لعبادة إله محلي آرامي اسمه منقوش باليونانية على أماكن مختلفة من المعبد «إله بيتو خيخي» وهو يوازي الإله زيوس رب السماء عند اليونان.
الحصن هو عبارة عن معبد آرامي قديم تمَّ تجديد بنائه وتوسيعه في الربع الثالث من القرن الثاني الميلادي. لقد بنى الآراميون هذا المعبد بعد أن هربوا من الآشوريين وأتوا إلى هذه المنطقة من جبال الساحل لأن الممالك الآرامية كانت غير قادرة على حماية نفسها ولأنَّ الآشوريين كانوا يرهقونهم بالضرائب. وعندما توسع الآراميون صاروا بحاجة إلى معبد مخصص لإلههم الرب «بيتو خيخي». ويعد من أحسن المعابد صيانة بعد معبد بل في تدمر وبعلبك.
كان هذا المعبد موجودًا زمن السلوقيين، وأقيم على أطلال معبد أقدم منه حينما جدد سلوقس نيكاتور بناءه وكرّسه للإله «بعل - زيوس» وسماه «بيت خيخي زيوس» أو «بيت سيسي زوس». ازدهر المعبد في عهد الرومان الذين بدؤوا بتجديده في القرن الأول الميلادي. ولكن الإنجاز الحقيقي حدث في القرن الثاني الميلادي خلال حكم الإمبراطور سبتيموس سفيروس، وبقيت العبادة تمارس فيه حتى القرن الرابع الميلادي، في الفترة البيزنطية، أي ما بعد اعتناق المسيحية دينًا رسميًا في عهد الإمبراطور قسطنطين الكبير. وتظهر هناك رسالة من القيصر إلى الحاكم كي يحترم الأم تيازات التي منحها حاكم الولاية للسكان. كما منح وقف لمعبد (زيوس) من أجل ذبائح المعبد. وأحدثوا سوقًا تجارية كان يتم عقدها مرتين بالشهر بموجب أمر رسمي. كما منح حق اللجوء إلى المعبد والاحتماء فيه، كما في معبد دافني ومعبد جوبيتر في دمشق وأعفي سكان المنطقة من الضرائب. كما أن الكتابات في الحصن تشير إلى أن الإله الأكبر لبيتوسيسي هو اٍله شاف من الأمراض واٍن مريضًا زار 360 طبيبًا دون جدوى وشفي بأعجوبة فيه.

## الوصف المعماري

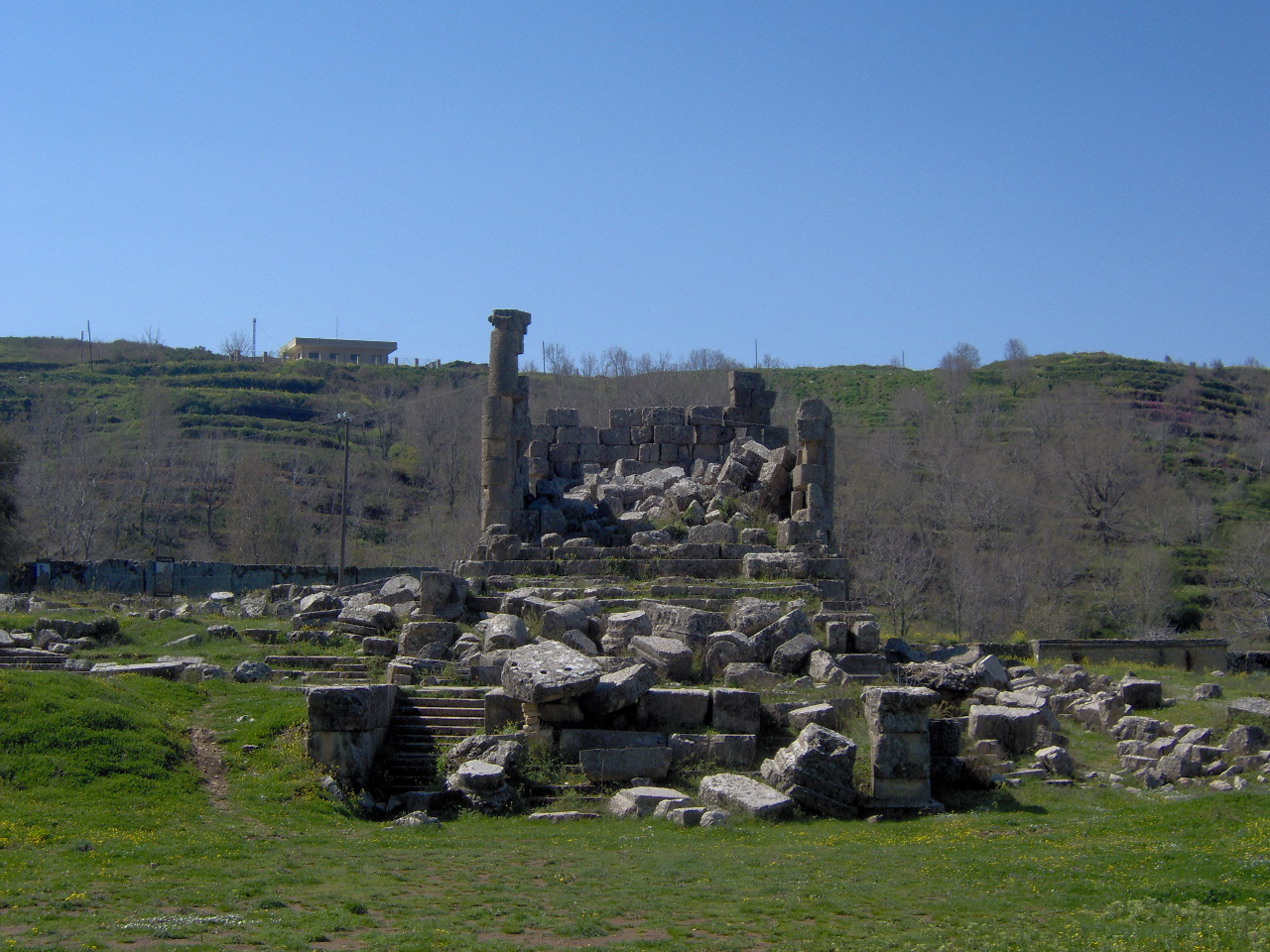
حصن سليمان

يمتد بناء الحصن على مساحة واسعة ويأخذ شكل مستطيل باتجاه شمال جنوب، وينتصب هيكل المعبد في أعلى نقطة من منتصف الحرم، وهو ذو ثلاثة أقسام رئيسية:
1-الحرم الكبير 2- قاعة العبادة 3-الحرم الصغير.
وسور الحصن مبني بحجارة مستطيلة ضخمة يصل طولها إلى عشرة أمتار وارتفاعها إلى 2،6م وفي كل جانب من جوانب السور الأربعة بوابة يتم العبور من خلالها إلى حرم المعبد.

### الحرم الكبير
وهو مستطيل الشكل أبعاده 85×134م بني بحجارة كلسية محلية ضخمة بلغت أبعاد بعضها 3×9×1.2 مترًا بعضها شذب بشكل نهائي وبعضها الآخر لم يشذب. 
ويتكون الحرم الكبير من 4 بوابات بنيت أيضا بحجارة ضخمة واحدة في كل ضلع، في أعلى كل منها حجر مستطيل مزخرف بأشكال للنسر والثور وهي تشبه الرسومات التي وجدت في معبد باخوس في بعلبك. ويقع الباب الرئيسي في الشمال ويتألف من ثلاثة مداخل وعرضه 15م وكان للمدخل رواق خارجي وآخر داخلي يستند كل منها على ثمانية أعمدة والرواق الخارجي كان فيه محرابان ومدخلان جانبيان وقوس جميل على المدخل. أما بابي الشرق والغرب فكانا متماثلين، ولكل واحد منهما محرابان، وفي أعلى الباب لوح حجري مزخرف. أما في الباب الشرقي فيوجد نقش لرأس رجل وكتابة يونانية تؤرخ تكريس السكان لهذا المكان عام 171 م وفي نهاية الجدار الشمالي يوجد نقش أسدين وكتابة أضيفت فيما بعد عام 255 م خلال حكم الإمبراطورين فاليريان وجالينوس.
بشكل عام يتألف الحرم من العناصر التالية: الجدران – المعبد - الرواق المعمّد للبوابة الشمالية - المذبح الكبير - بقايا غرفة أمام الرواق المعمد للبوابة الشمالية. ترمز الرسوم النافرة للنسر. من خلال المقارنة التي قام بها د. كلاوس ستيفان فرايبرغر بين حصن سليمان ومعبد جرش في الأردن ومعبد باخوس في بعلبك واللذان تم بناؤهما خلال القرن الثاني الميلادي، وبالاعتماد على الكتابات المنقوشة على بعض بوابات الحرم الكبير، فقد توقع التواريخ التالية لبعض المنشآت:
المذبح الكبير 132م، البوابة الشرقية 170م، البوابة الجنوبية 204م، ولكن تاريخ إنشاء المعبد غير محدد بدقة، بالرغم من أن شكل حجارة وبوابات وجدران الحرم الكبير تشير إلى تقنيات ونماذج بناء كانت مستخدمة في نهاية القرن الأول قبل الميلاد.

### قاعة العبادة

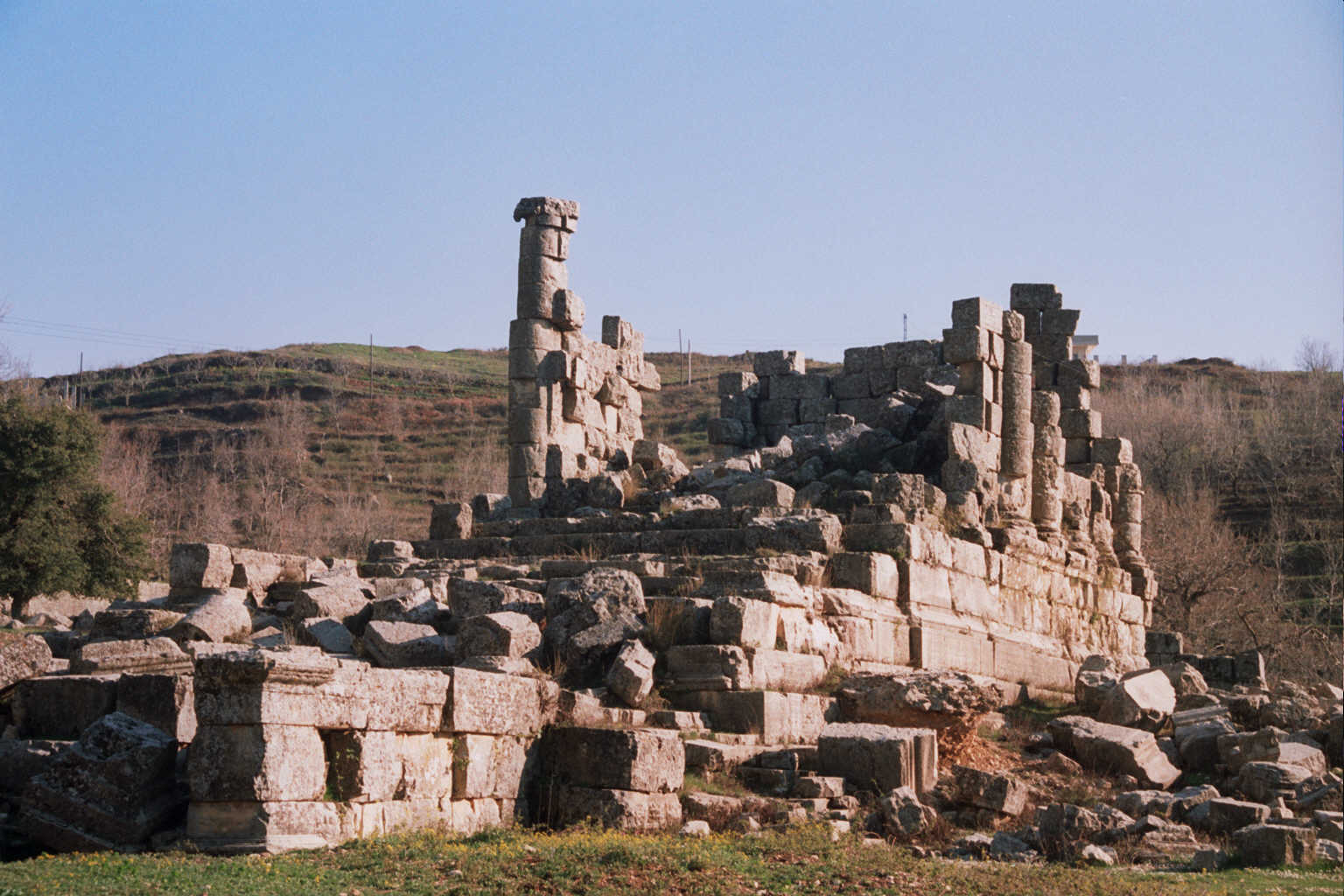
حصن سليمان

تعود إلى القرن الثالث الميلادي. وهي على شكل مستطيل أبعاده 14×50م بني بحجارة كلسية محلية منحوتة بشكل دقيق، وحجمها أصغر بكثير من الأحجام المستخدمة في جدران الحرم الكبير وتصل أكبرها حجما إلى 0.9×0.9×3م. 
يشبه تصميم المعبد تصميم العديد من المعابد الموجودة في سورية ولبنان، فضلًا عن أن النموذج الأيوني لتيجان الأعمدة مشابه لنماذج تيجان الأعمدة في معبد جرش في الأردن.
اكتشفت البعثة الألمانية التي عملت في معبد بعلبك في بدايات القرن الماضي وخلال زيارتها وعملها في موقع حصن سليمان أجزاء من الجدار الأقدم أمام الجدار الجنوبي الحالي للمعبد من الداخل، وهذا يشير إلى عملية إعادة بناء تمت مع توسيع المنشأة الدينية والمحافظة على النواة المقدسة لقدس الأقداس وهي العادة الشائعة في ذلك الوقت ومثال على ذلك معبد بل في تدمر.

### الحرم الصغير
يقع إلى الشمال الغربي من الحرم الكبير ويبعد عنه 57م ويملك شكلا مربعًا أبعاده 60×60م ويضم المباني التالية:
- معبد صغير شكله مستطيل ويقع في الزاوية الجنوبية الشرقية منه.
- معبد ذو مذبح دائري يتوسط الواجهة الشمالية واتجاهه إلى الشمال.
- مبنى مستطيل ذو جزء دائري يتوسط الواجهة الغربية واتجاهه إلى الغرب وهو مجهول الوظيفة حتى الآن.
- الكنيسة والتي تتوسط الواجهة الشرقية وهي لا تعود إلى فترة البناء الأصلية للحرمين.

أما تقنيات البناء المستخدمة في جدران الحرم الصغير وبواباته فهي مشابهة لمثيلاتها في الحرم الكبير وهذا يشير إلى فترة بناء واحدة خلال القرن الثاني الميلادي، وتصميم أصلي واحد وبالتالي التكامل الوظيفي بين الحرمين، وبقي الحرم الصغير على حاله حتى الفترة المسيحية الأولى حيث بنيت الكنيسة ضمنه.
أما اختيار الموقع للمركز الديني فقد حدده شيئان مهمان هما: النبع والصخرة المقدسة تحت المعبد وهو ليس موقعا منعزلا كما نعتقد الآن وإنما كان يقع على الطريق الرئيسية الواصلة بين المنطقة الساحلية والمنطقة الداخلية.

## معرض صور

حصن سليمان
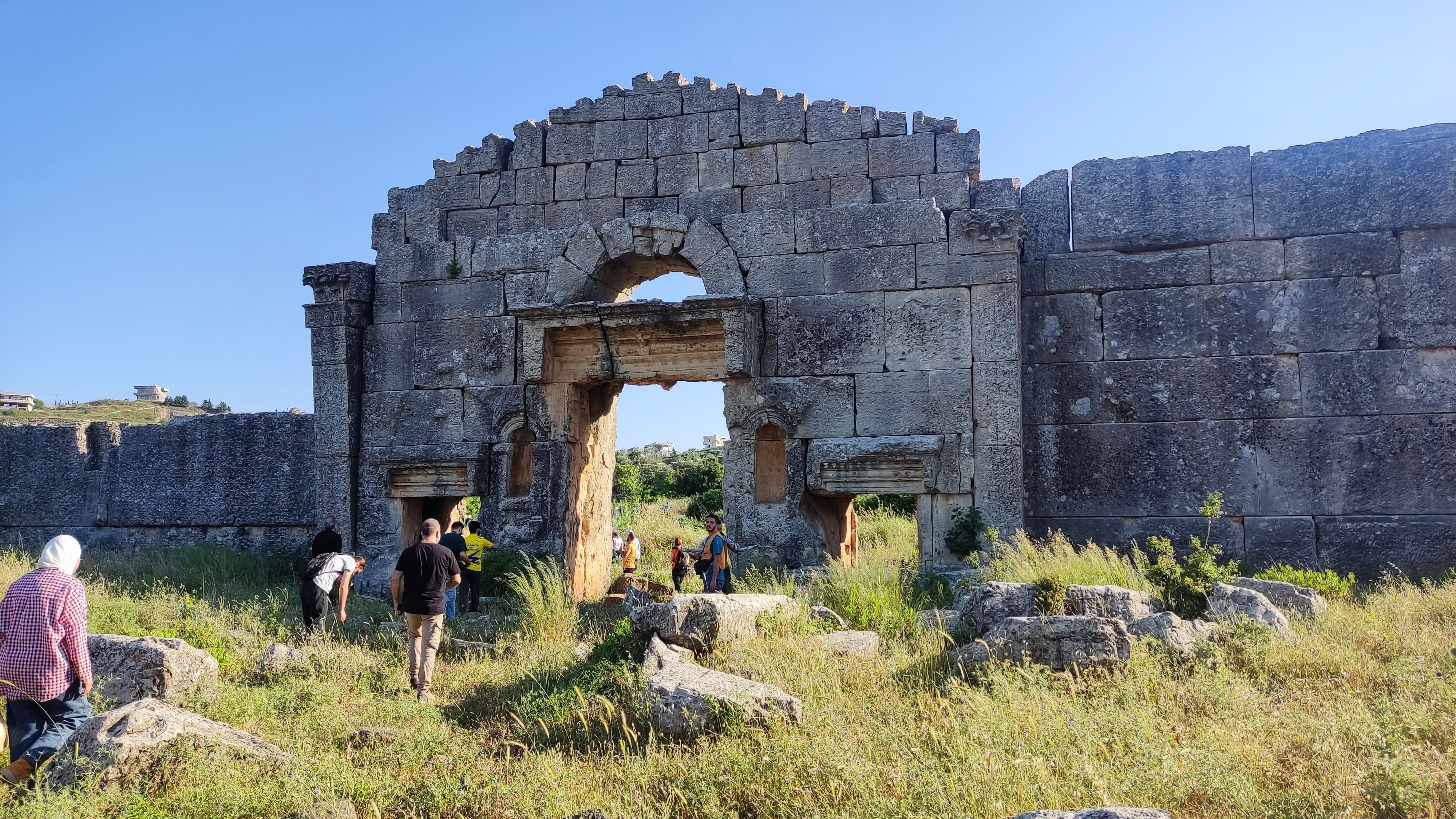
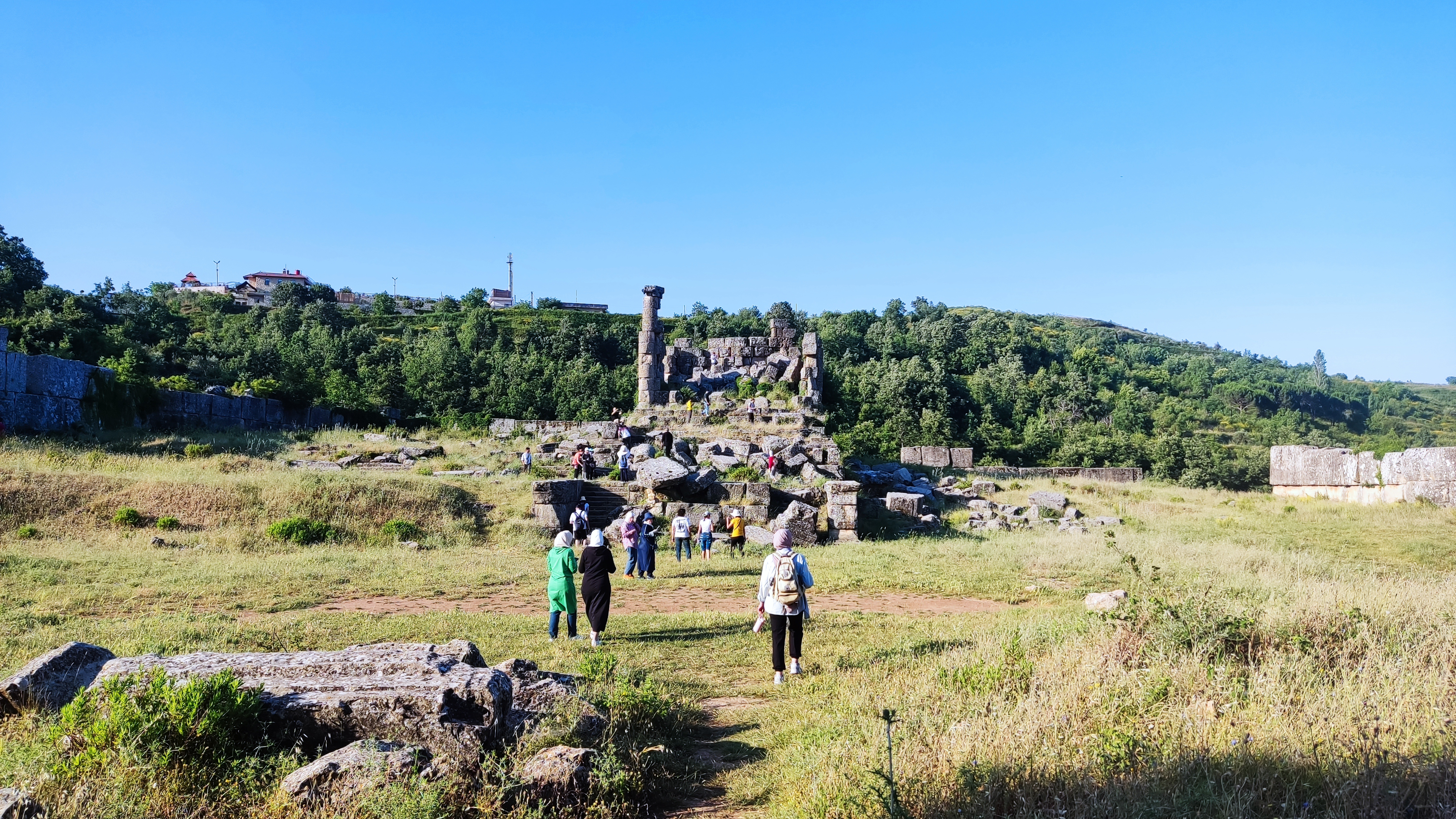
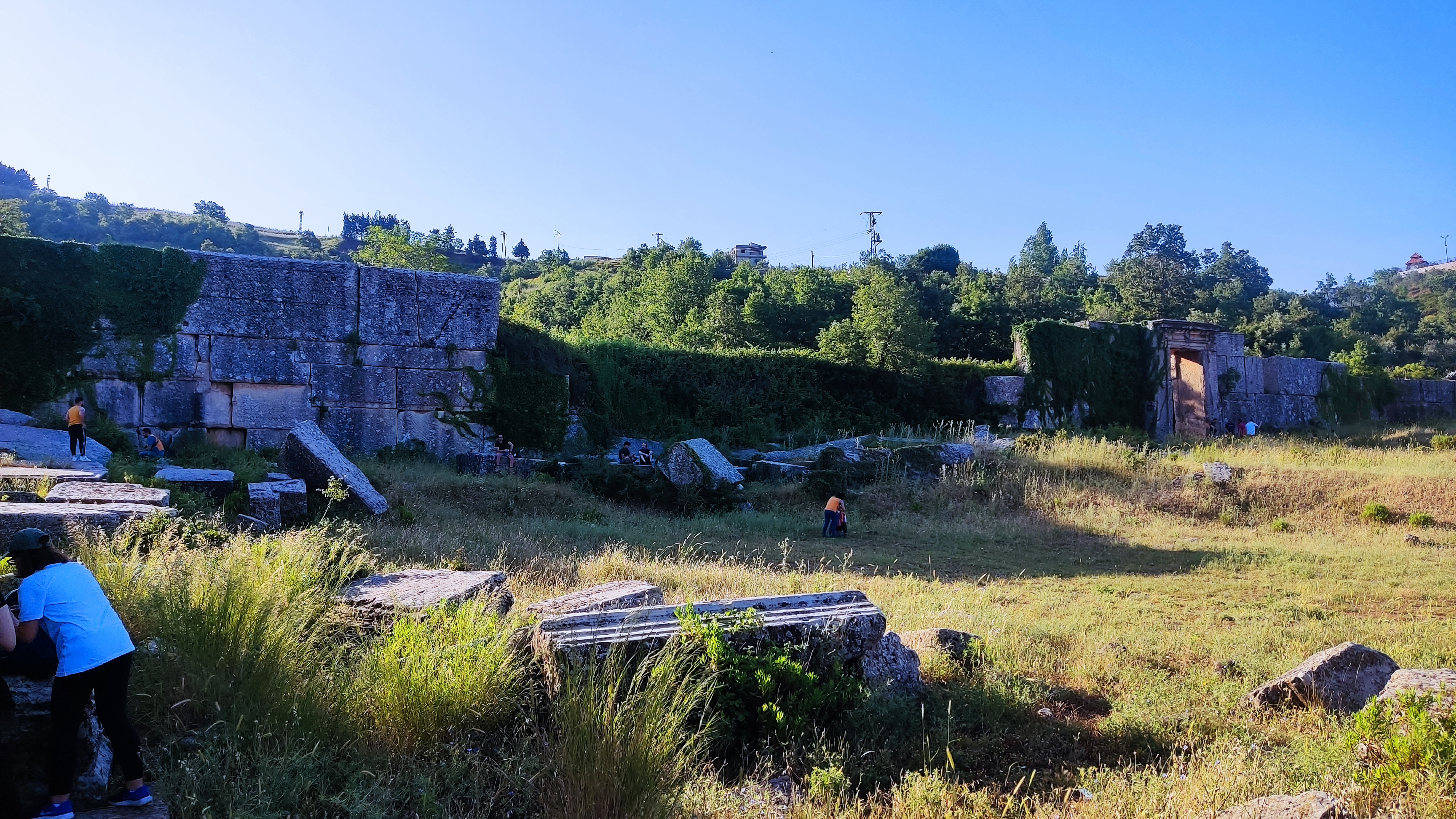
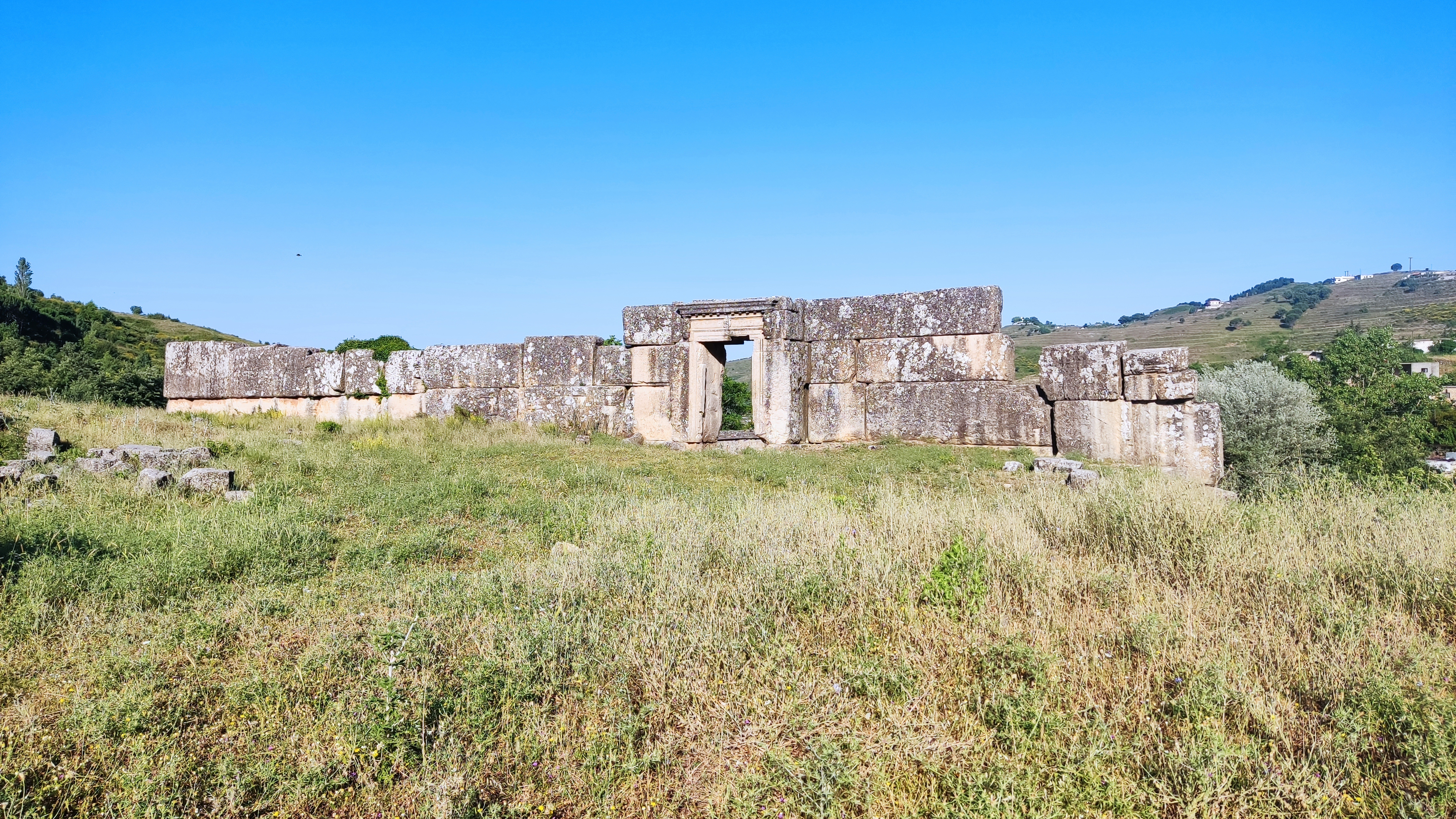